# Shiloh (Illinois)
Shiloh ist eine Stadt im St. Clair County im Westen des US-amerikanischen Bundesstaates Illinois. Das U.S. Census Bureau hat bei der Volkszählung 2020 eine Einwohnerzahl von 14.098 ermittelt.
Die Stadt ist Bestandteil der Metro-East genannten Region, die den in Illinois liegenden Ostteil der Metropolregion um St. Louis in Missouri umfasst.

## Geografie
Shiloh liegt auf 38°33'00" nördlicher Breite und 89°54'53" westlicher Länge. Die Stadt erstreckt sich über 26,1 km², die sich auf 25,9 km² Land- und 0,2 km² Wasserfläche verteilen.
Shiloh liegt 26,7 km östlich des Mississippi River, der die Grenze zwischen Illinois und Missouri bildet.
In Shiloh treffen die auf einer gemeinsamen Strecke verlaufenden Illinois State Routes 2 und 43 und einige untergeordnete Straßen aufeinander.
Am nördlichen Stadtrand verläuft die Interstate 64, die die kürzeste Verbindung von St. Louis (36,1 km nach Westen) und Kentuckys größter Stadt Louisville (389 km in östlicher Richtung) bildet. Über Illinois’ 146 km entfernte Hauptstadt Springfield sind es in nördlicher Richtung 476 km nach Chicago.

## Demografische Daten
Bei der Volkszählung im Jahre 2000 wurde eine Einwohnerzahl von 7643 ermittelt. Diese verteilten sich auf 2778 Haushalte in 2080 Familien. Die Bevölkerungsdichte lag bei 295,6/km². Es gab 2920 Wohngebäude, was einer Bebauungsdichte von 112,9/km² entsprach.
Die Bevölkerung bestand im Jahre 2000 aus 82,1 % Weißen, 13,3 % Afroamerikanern, 0,3 % Indianern, 1,9 % Asiaten und 0,7 % anderen. 1,6 % gaben an, von mindestens zwei dieser Gruppen abzustammen. 2,6 % der Bevölkerung bestand aus Hispanics, die verschiedenen der genannten Gruppen angehörten.
27,7 % waren unter 18 Jahren, 10,7 % zwischen 18 und 24, 34,6 % von 25 bis 44, 20,4 % von 45 bis 64 und 6,7 % 65 und älter. Das mittlere Alter lag bei 33 Jahren. Auf 100 Frauen kamen statistisch 102,0 Männer, bei den über 18-Jährigen 98,0.
Das mittlere Einkommen pro Haushalt betrug $57.692, das mittlere Familieneinkommen $67.054. Das mittlere Einkommen der Männer lag bei $42.083, das der Frauen bei $30.843. Das Pro-Kopf-Einkommen belief sich auf $25.550. Rund 6,1 % der Familien und 7,7 % der Gesamtbevölkerung lagen mit ihrem Einkommen unter der Armutsgrenze.